# 良凤江
良凤江，下游又称水塘江，位于中国广西壮族自治区南宁市南部，是郁江邕江段右岸支流，发源于南宁市江南区苏圩镇慕村六村屯以西1300米处，东南流至镇宁村右纳那海河转东北流，经吴圩镇和良凤江国家森林公园，至南宁市东南郊，过水塘江大桥后汇入邕江。河长71千米，流域面积505平方千米。